# Juelsminde
Juelsminde är en ort i Jylland i Danmark, på nordsidan av Vejlefjorden. Orten har 3 985 invånare (2017) och ligger i Hedensteds kommun i Region Mittjylland. Före kommunreformen 2007 var den huvudort i Juelsminde kommun.
Juelsminde har fått sitt namn efter godsägaren på det närbelägna godset Palsgård, Niels Juel Reedtz. Han uppförde år 1813 en färjekrog på platsen, som i dag heter Strandkroen och är ortens äldsta byggnad. Juelsminde är en semester- och badort. Mellan 1884 och 1957 hade orten järnvägsförbindelse med Horsens och fram till 1996 hade man färjeförbindelse till Själland och Fyn. I dag byggs det gamla hamnområdet ut med marina och bostäder.

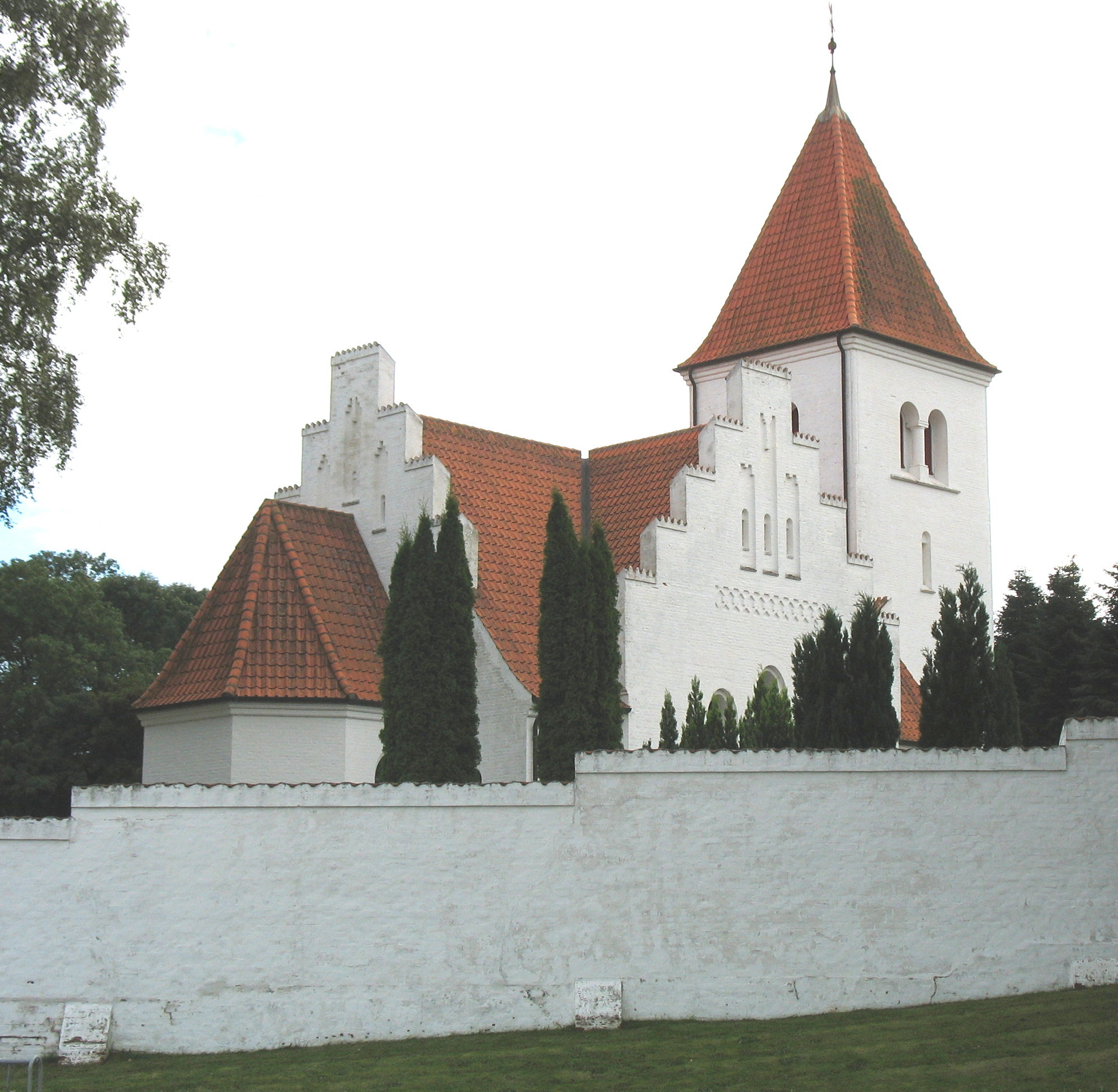
Juelsminde kyrka
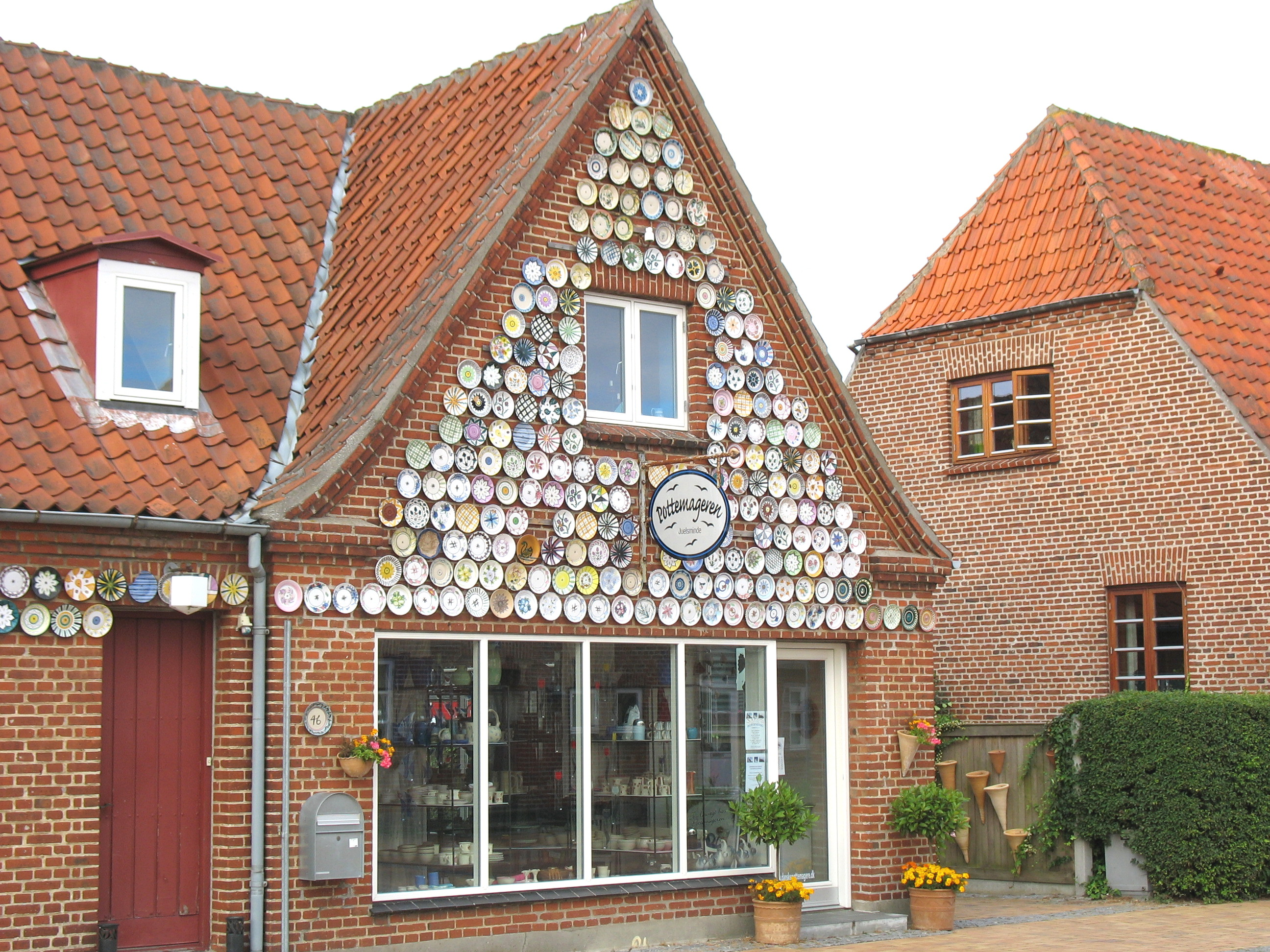
Pottemagerhuset
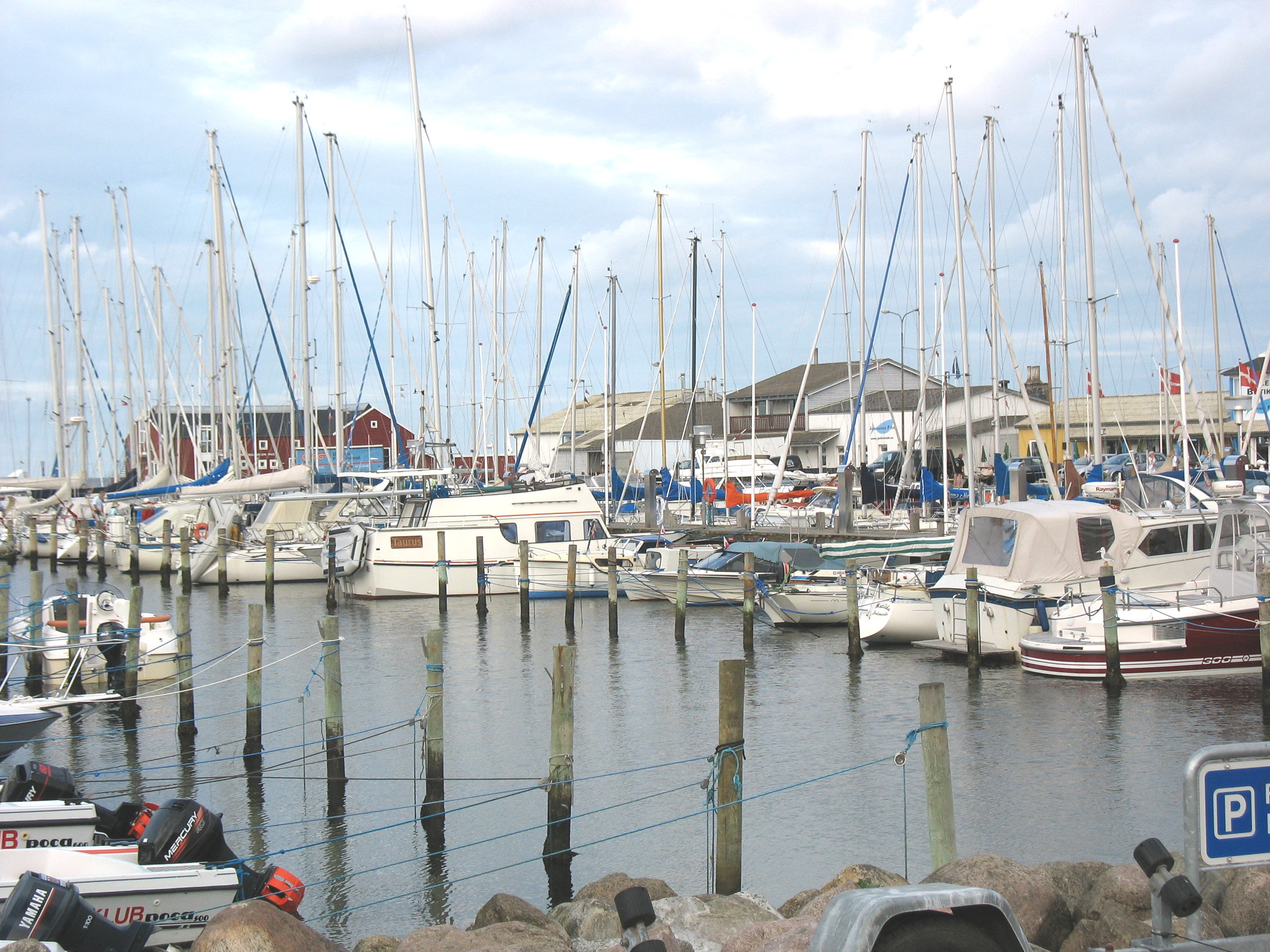
Marinan